# آغچه‌لی‌اوشاغی، کوزان
اکس‌علی‌یوساگی، کوزان (به لاتین: Akçalıuşağı, Kozan) یک منطقهٔ مسکونی در ترکیه است که در استان آدانا واقع شده‌است.